# Jump (Kris Kross)
Jump är Kris Kross debutsingel, utgiven den 6 februari 1992. Singeln, som är med på albumet Totally Krossed Out, nådde första plats på Billboard Hot 100, andra plats på UK Singles Chart och andra plats på Sverigetopplistan.
Musikvideon regisserades av Rich Murray.

## Låtlista
- Singel (7") Columbia

1. "Jump" – 3:17
2. "Lil' Boys in Da Hood" – 3:04

- CD-singel

1. "Jump" – 3:17
2. "Lil' Boys in Da Hood" – 3:04

- Maxisingel (12") – USA

1. "Jump" (radio edit) – 3:17
2. "Jump" (extended mix) – 5:09
3. "Jump" (instrumental mix) – 3:17
4. "Lil Boys in Da Hood" – 3:04

- Maxisingel (12") – USA

1. "Jump" (super cat mix) – 4:35
2. "Jump" (instrumental) – 3:32
3. "Jump" (extended dance mix) – 6:47
4. "Jump" (super cat dessork mix) – 3:52

- CD-maxisingel – USA

1. "Jump" (extended dance mix) – 6:52
2. "Jump" (super cat dessork mix) – 3:54
3. "Jump" (super cat mix) – 4:37
4. "Jump" (instrumental) – 3:33

- CD-maxisingel – Tyskland

1. "Jump" (radio edit) – 3:17
2. "Jump" (extended mix) – 5:09
3. "Jump" (instrumental mix) – 3:17
4. "Lil Boys in Da Hood" – 3:04

- Kassettsingel

1. "Jump" (radio edit) – 3:17
2. "Lil' Boys in Da Hood" – 3:04
3. "Jump" (radio edit) – 3:17
4. "Lil' Boys in Da Hood" – 3:04